# Верховцов Дмитро Миколайович
Дмитро Миколайович Верховцов (біл. Дзмітрый Мікалаевіч Верхаўцоў, нар. 10 жовтня 1986, Могильов) — білоруський футболіст, захисник клубу «Уфа».
Виступав, зокрема, за клуби «Нафтан» та «Крила Рад» (Самара), а також національну збірну Білорусі.
Володар Кубка Білорусі. 

## Клубна кар'єра
У дорослому футболі дебютував 2005 року виступами за команду клубу «Нафтан», в якій провів сім сезонів, взявши участь у 164 матчах чемпіонату. Більшість часу, проведеного у складі «Нафтана», був основним гравцем захисту команди.
Своєю грою за цю команду привернув увагу представників тренерського штабу клубу «Крила Рад» (Самара), до складу якого приєднався 2012 року. Відіграв за самарську команду наступні два сезони своєї ігрової кар'єри.
До складу клубу «Уфа» приєднався 2014 року. Відтоді встиг відіграти за уфимську команду 12 матчів в національному чемпіонаті.

## Виступи за збірну
У 2008 році дебютував в офіційних матчах у складі національної збірної Білорусі. Наразі провів у формі головної команди країни 44 матчі, забивши 3 голи.

## Титули і досягнення
- Володар Кубка Білорусі (1):

«Нафтан»:  2008–09